# Yanitzia Canetti
Yanitzia Canetti (Havana, 1967) é uma escritora e tradutora cubana. Publicou dois romances (Al otro lado e Novelita Rosa) e diversos livros infantojuvenis.
Possui bacharelato em jornalismo, mestrado em linguística, doutoramento em literatura e vive em Boston, Estados Unidos da América. É principalmente conhecida pelas traduções das obras do escritor norte-americano Theodor Seuss Geisel.
Recebeu diversas premiações, entre outros, os prêmios cubanos Premio Nacional de Literatura "La Rosa Blanca" (1994) e Premio Nacional de Literatura en Poesía (1984, 1985, 1986).

## Obra

### Romances
- Al otro lado (1997)
- Novelita Rosa (1998)

### Livros infanto-juvenils
- The Around-the-World Lunch (1999)
- Carlita Ropes the Twister (1999)
- Completamente diferente (2001)
- Doña Flautina Resuelvelotodo (2002)
- The Curse of the Jungle Treasure (2003)
- Un poquito más (2004)
- Ay, Luna, Luna, Lunita (2005)
- El niño que nunca se reía (2006)
- El príncipe azul (2006)

### Traduções
- Berenstain, Stan & Jan. Los osos Berenstain al Rescate de la Navidad (2005)
- Burton, Virginia Lee. Mike Mulligan y su máquina maravillosa (1997)
- Parish, Peggy. Amelia Bedelia (1996)
- Rey, H.A. Jorge el curioso monta en bicicleta (2002)
- Rey, H.A. Opuestos con Jorge el curioso (2002)
- Rey, H.A. Jorge el curioso encuentra trabajo (2003)
- Dr. Seuss. ¡Cómo el Grinch robó la Navidad! (2000)
- Dr. Seuss. ¡Horton escucha a Quién! (2002)
- Dr. Seuss. El gato con sombrero viene de nuevo (2004)
- Dr. Seuss. Un pez, dos peces, pez rojo, pez azul (2005)
- Dr. Seuss. Y pensar que lo vi en la calle porvenir (2006)
- Dr. Seuss. ¡Hay un Molillo en mi bolsillo! (2007)